# Thomas Leonidas Crittenden
Pour les articles homonymes, voir Crittenden.
Thomas Leonidas Crittenden (né le 15 mai 1819 à Russellville, comté de Logan, État du Kentucky, et décédé le 23 octobre 1893 à Annadale, comté de Richmond, État du New York) est un major général de l'Union. Il est enterré à Frankfort, État du Kentucky.

## Avant la guerre
Thomas Leonidas Crittenden s'engage en tant que simple soldat dans un régiment d'infanterie du Kentucky du 17 août au 19 septembre 1836 .
Nommé lieutenant-colonel du 3rd infantry le 4 octobre 1847, il quitte le service le 21 juillet 1848.

## Guerre de Sécession
Thomas Leonidas Crittenden est nommé brigadier général des volontaires le 27 septembre 1861. Il participe à la bataille de Shiloh.
Promu major général des volontaires le 17 juillet 1862, il démissionne le 13 décembre 1864.
Il commande le XXI corps lors de la bataille de Chickamauga.

## Après la guerre
Thomas Leonidas Crittenden est nommé colonel du 32th Infantry le 28 juillet 1866. Il est muté au 17th Infantry le 15 mars 1869. Il est breveté brigadier général le 2 mars 1867 pour bravoure et service méritant à la bataille de Stone River dans le Tennessee.
Il a été consul des États-Unis à Liverpool et trésorier de l'État du Kentucky